# Claiborne Farm
Claiborne Farm est un haras américain situé à Paris, dans le Kentucky, spécialisé dans l'élevage de pur-sang anglais. Fondé en 1910 par Arthur B. Hancock, il a hébergé certains des plus grands étalons de l'histoire des courses hippiques.

## Histoire
Alors que son frère Harris Hancock devient un célèbre mathématicien, spécialisé dans la théorie algébrique des nombres, Arthur B. Hancock (1875-1957) choisit d'emprunter le sillon tracé par son père Richard Johnson Hancock, éleveur de chevaux de courses en Virginie, lauréat des Belmont Stakes 1884 avec Knight of Ellerslie. En 1908 il épouse Nancy Tucker Clay, héritière d'un domaine nommé Claiborne Farm à Paris, dans le Kentucky. Claiborne Farm devient un haras dédié aux pur-sang en 1910 et le premier de ses étalon à remporter le titre de champion sire est Celt, sacré en 1921, tandis que Vigil, né au haras, lui apporte un premier succès de prestige en 1923 dans les Preakness Stakes.
Claiborne Farm se transforme au fil des décennies en place forte de l'élevage américain à la faveur d'importations judicieuses d'étalons européens tels les Français Ambiorix et Sir Gallahad, qui engendre le lauréat de la Triple Couronne 1930 Gallant Fox et s'avère le meilleur étalon américain des années 30, avec quatre titres de tête de liste, ou les Britanniques Blenheim et surtout Nasrullah, cinq fois tête de liste entre 1955 et 1962. La clairvoyance de Hancock amène à Claiborne Farm de nombreux chevaux qui vont s'avérer d'incontournables reproducteurs, tels Princequillo, Bold Ruler, Buckpasser, Mr. Prospector, Secretariat, Nijinsky ou Danzig. Claiborne Farm élève ou fait naître de nombreux champions, parmi les plus fameux de l'histoire des courses : le légendaire Seabiscuit, les lauréats de la Triple Couronne Gallant Fox et Omaha, Forego, Kelso, Dahlia, Ruffian, Personal Ensign... Mais aussi les poulinières Special (mère de Nureyev) et sa fille Fairy Bridge (mère du chef de race Sadler's Wells) ou les futurs étalons Caerleon et Nureyev.
Quelques chiffres expriment la suprématie du haras : dix vainqueurs de Kentucky Derby sont nés à Claiborne Farm ; six des quinze lauréats de la Triple Couronne sont issus d'étalons y ayant fait la monte ; 23 membres du Hall of Fame (soit plus de 10%) y sont nés ou y ont été élevés ; enfin les étalons de Claiborne Farm ont remporté 29 titres de Leading Sire et 42 titres de tête de liste des pères de mères. Claiborne Farm a remporté dix titres de tête de liste des éleveurs américains (1935, 1936, 1937, 1939, 1943, 1958, 1959, 1968, 1969, 1979 et 1984) et reçu deux fois l'Eclipse Award du meilleur éleveur, en 1979 et 1984, tandis qu'Arthur B. Hancock et son fils Arthur, Jr., qui lui a succédé à sa mort en 1957, ont été admis au Hall of Fame des courses américaines en qualité de "piliers du turf".

## Pensionnaires

### Étalons notables
| Nom              | Période   | Titres | Production notable                                                                                              | Production notable                                                                                      |
| ---------------- | --------- | --- | --- | --- |
|                  |           | | Père | Père de mère                                                                                            |
| Ack Ack          | 1972-1990 | | Youth, Broad Brush                                                                                              | |
| Ambiorix         | 1950-1972 | US Leading Sire (1961) | | |
| Blenheim         | 1936-1958 | US Leading Sire (1941) | Whirlaway, Mahmoud (père de Natalma, d'où Northern Dancer)                                                      | Nasrullah                                                                                               |
| Bold Ruler       | 1959-1970 | US Leading Sire (1963-1969, 1973)                                                                                            | Secretariat, Gamely (HoF), Bold Bidder (père de Spectacular Bid), Boldnesian                                    | |
| Buckpasser       | 1968-1978 | US Leading Broodmare Sire (1983, 1984, 1988, 1989)                                                                           | Buckaroo (US Leading Sire)                                                                                      | Easy Goer (HoF), Slew o' Gold (HoF), El Gran Señor, Seeking The Gold, Miswaki, Woodman, Private Account |
| Celt             | 1908-1919 | US Leading Sire (1921) | | Gallant Fox                                                                                             |
| Chatterton       | 1923- ?   | US Champion Sire (1932) | Faireno, Current                                                                                                | |
| Damascus         | 1969-1989 | | Private Account                                                                                                 | |
| Danzig           | 1981-2005 | US Leading Sire (1991-1993)                                                                                                  | Danehill, Dayjur, Green Desert, Lure (HoF), Dance Smartly (HoF), Anabaa                                         | |
| Forli            | 1968-1988 | | Forego, Thatch                                                                                                  | Nureyev, Fairy Bridge (mère de Sadler's Wells), Swale                                                   |
| Gallant Fox      | 1931-1954 | | Omaha | |
| Herbager         | 1964-1976 | | | Rainbow Quest, Devil's Bag, Glorious Song (mère de Singspiel)                                           |
| Hill Prince      | 1952-1970 | | | Shuvee (HoF), Dark Mirage (HoF)                                                                         |
| Hoist The Flag   | 1972-1980 | US Leading Broodmare Sire (1987)                                                                                             | Alleged | Coup de Folie, Personal Ensign                                                                          |
| Mr. Prospector   | 1975-1999 | US Leading Sire (1987, 1988), US Leading Broodmare Sire (1997-2003, 2005, 2006)                                              | Kingmambo, Smart Strike (père de Curlin), Gone West, Machiavellian, Miswaki (père de Urban Sea), Woodman, Gulch | Scat Daddy                                                                                              |
| Nasrullah        | 1951-1959 | US Leading Sire (1955, 1956, 1959, 1960, 1962)                                                                               | Bold Ruler, Never Bend, Nashua (père de mère de Mr. Prospector), Red God (père de Blushing Groom)               | |
| Nijinsky         | 1971-1992 | GB & IRE Champion Sire (1986), US Leading Broodmare Sire (1993, 1994)                                                        | Lammtarra, Caerleon, Ferdinand                                                                                  | Fantastic Light, Flawlessly (HoF), Heavenly Prize (HoF), Sky Beauty (HoF)                               |
| Princequillo     | 1945-1964 | US Leading Sire (1957, 1958), US Leading Broodmare Sire (1966-1970, 1972-1973, 1976), GB & IRE Leading Broodmare Sire (1971) | Round Table (HoF), Hill Prince (HoF), Prince John (4 fois US Leading Sire)                                      | Secretariat, Mill Reef                                                                                  |
| Private Account  | 1981-1995 | | Personal Ensign (HoF), East of The Moon, Inside Information (HoF)                                               | |
| Pulpit           | 1998-2012 | | Tapit (trois fois US Leading Sire), Lucky Pulpit (père de California Chrome)                                    | |
| Round Table      | 1960-1985 | US Leading Sire 1972 | Targowice (père de All Along)                                                                                   | Sir Tristram (six fois Champion Sire en Australie)                                                      |
| Secretariat      | 1974-1989 | US Leading Broodmare Sire (1992)                                                                                             | Lady's Secret (HoF), Risen Star                                                                                 | Storm Cat, A.P. Indy                                                                                    |
| Seeking The Gold | 1989-2008 | | Dubai Millennium, Heavenly Prize (HoF)                                                                          | |
| Sir Gallahad     | 1931-1949 | US Leading Sire (1930, 1933, 1934, 1940), US Leading Broodmare Sire (1939, 1943-1952, 1955)                                  | Gallant Fox, Hoop, Jr.                                                                                          | Challedon (HoF), Gallorette (HoF), Johnstown (HoF)                                                      |
| Sir Ivor         | 1969-1990 | GB & IRE Leading Broodmare Sire (1983)                                                                                       | Sir Tristam (six fois Champion Sire en Australie), Ivanjica                                                     | Green Desert                                                                                            |
| Unbridled        | 1991-2001 | | Unbridled's Song, Empire Maker                                                                                  | |
| War Front        | 2007-     | | Declaration of War, Air Force Blue, US Navy Flag, Roly Poly                                                     | |

On peut citer également les champions Spectacular Bid ou Riva Ridge, syndiqués pour des prix records au haras, mais qui ont connu une moindre réussite comme reproducteurs.

### Chevaux notables nés ou élevés à Claiborne Farm
| Nom                | Naissance | Titres |
| ------------------ | --------- | --- |
| Caerleon           | 1980      | Tête de liste des étalons en Angleterre et en Irlande (1988, 1991). Père de Generous, Marienbard                                                                 |
| Dahlia             | 1970      | 3 ans de l'année en Europe (1973), Cheval de l'année en Angleterre (1973 & 1974), Cheval de l'année sur le gazon aux États-Unis (1974), U.S. Racing Hall of Fame |
| Forego             | 1970      | Cheval de l'année (1974, 1975, 1976), U.S. Racing Hall of Fame                                                                                                   |
| Gallant Fox        | 1927      | Triple Couronne (1930), Cheval de l'année (1930), U.S. Racing Hall of Fame                                                                                       |
| Gamely             | 1964      | Meilleure 3 ans de l'année (1967), Jument d'âge de l'année (1968), U.S. Racing Hall of Fame                                                                      |
| Go For Wand        | 1987      | Meilleure 2 ans de l'année (1989), Meilleure 3 ans de l'année (1990), U.S. Racing Hall of Fame                                                                   |
| Heavenly Prize     | 1991      | Meilleure 3 ans de l'année (1994), U.S. Racing Hall of Fame |
| Inside Information | 1991      | U.S. Racing Hall of Fame |
| Ivanjica           | 1972      | Poule d'Essai des Pouliches, Prix Vermeille, Prix de l'Arc de Triomphe                                                                                           |
| Kelso              | 1957      | Cheval de l'année (1960, 1961, 1962, 1963, 1964), U.S. Hall of Fame                                                                                              |
| Lure               | 1989      | U.S. Racing Hall of Fame |
| Nureyev            | 1977      | Tête de liste des étalons en France (1987, 1997), GB & IRE Leading Broodmare Sire (1997). Père de Miesque, Peintre Célèbre                                       |
| Omaha              | 1932      | Triple Couronne (1935), Meilleur 3 ans de l'année (1935), U.S. Racing Hall of Fame                                                                               |
| Personal Ensign    | 1984      | Jument d'âge de l'année (1988), U.S. Racing Hall of Fame |
| Round Table        | 1954      | Cheval de l'année (1958), Cheval de l'année sur le gazon (1957, 1958, 1959), U.S. Racing Hall of Fame                                                            |
| Ruffian            | 1972      | Meilleure 2 ans de l'année (1974), Meilleure 3 ans de l'année (1975)                                                                                             |
| Seabiscuit         | 1933      | Cheval de l'année (1938), U.S. Racing Hall of Fame |
| Slew o' Gold       | 1980      | Meilleur 3 ans de l'année (1983), Cheval d'âge de l'année (1984), U.S. Racing Hall of Fame                                                                       |
| Tom Rolfe          | 1962      | Meilleur 3 ans de l'année (1965) |